# Liolaemus isabelae
Espèce
Liolaemus isabelae est une espèce de sauriens de la famille des Liolaemidae.

## Répartition
Cette espèce est endémique du Nord du Chili. Elle se rencontre entre 3 300 et 3 600 m d'altitude.

## Description
C'est un saurien vivipare.

## Étymologie
Cette espèce est nommée en l'honneur d'Isabel Yermany, l'épouse de José Navarro.

## Publication originale
- Navarro & Núñez, 1993 : Liolaemus patriciaiturrae and Liolaemus isabelae, two new species of lizards for northern Chile: Biogeographic and cytotaxonomic aspects (Squamata, Tropiduridae). Boletín del Museo Nacional de Historia Natural, Chile, vol. 44, p. 99-113.